# The Simpsons (arcadespel)
The Simpsons is een arcadespel gebaseerd op de gelijknamige animatieserie. Het is een spel uit het beat 'em up genre, ontwikkeld en uitgegeven door Konami in 1991.
De stemacteurs uit de serie (Dan Castellaneta, Julie Kavner, Nancy Cartwright, en Yeardley Smith) hebben voor dit spel ook de stemmen van de Simpsons ingesproken. Het spel gebruikt dezelfde engine en speelwijze als het populaire Teenage Mutant Ninja Turtles arcadespel uit 1989. Het spel werd later ook uitgebracht voor de Commodore 64, en PC.

## Verhaal
De plot is net als bij veel arcadespellen simpel. Waylon Smithers steelt voor zijn baas, Montgomery Burns, een grote diamant van de Springfieldse juwelier. Buiten botst hij tegen de familie Simpson op en Maggie vangt de diamant in haar mond (in plaats van haar fopspeen). Voordat de andere Simpsons iets kunnen doen grijpt Waylon Maggie en neemt haar samen met de diamant mee. De overige Simpsons zetten de achtervolging in.

## Speelwijze
De speler kan in het spel de rol aannemen van een van de overige vier Simpsons:
- Homer Simpson: gebruikt zijn vuisten en voeten om vijanden te verslaan.
- Marge Simpson: vecht met een stofzuiger.
- Bart Simpson: vecht met een skateboard.
- Lisa Simpson: vecht met een springtouw dat ze gebruikt als zweep.

De speler moet zich een weg vechten door verschillende levels die zijn gebaseerd op bekende plaatsen uit Springfield zoals de straten van de stad, Krustylu Studios, Moe's Tavern, Springfield Gorge, een kerkhof, een droomwereld, de Channel 6 studio en ten slotte de nucleaire centrale van Springfield.
Elk level eindigt met een eindbaas, wiens kracht en snelheid vergroot wordt als hij bijna verslagen is.
Het spel heeft de mogelijkheid voor twee spelers om samen te werken in een aanval. Voedsel kan worden gebruikt voor het herstellen van de gezondheid van de speler, en verschillende wapens zijn in de levels te vinden. Ook de huisdieren van de Simpsons konden tijdelijk meevechten.
Het spel bevat ook twee minigames, waarin spelers het tegen elkaar opnemen. Deze spellen kwamen erop neer welke speler het snelst een knop kon indrukken.
Het spel bevatte een aantal vreemde vijanden zoals mannen in paarse pakken, konijnen en enorme donuts.

## Levels
Downtown SpringfieldDit level speelt zich af in de straten van Springfield. Smithers gaat er met Maggie vandoor, en de speler zet de achtervolging in. De eindbaas in het level is Professor Werner von Brawn (een professionele worstelaar uit de aflevering "Bart the Daredevil").
KrustylandVanaf de straat belandt de speler in de studio van Krusty. Eindbaas in het spel is een luchtballon in de vorm van Krusty.
Springfield Discount Cemeteryhet kerkhof van Springfield. Hier moet de speler niet alleen de handlangers van Mr. Burns, maar ook skeletten en geesten bevechten. Het level eindigt bij de ingang van Moe's Tavern, waar de speler twee uitsmijters moet verslaan.
Moe's TavernDe speler achtervolgt Smithers door het bekende café, dat in dit spel duidelijk groter en drukker is dan in de televisieserie. De eindbaas is een dronken man.
Springfield ButteVia een lift in Moe's Tavern belandt de speler in de bergen en bossen rondom Springfield. Aan het begin van het level laat Smithers Maggie in de rivier vallen omdat hij schrikt van een beer. Deze beer moet door de speler op het eind worden verslagen. Hierna vist Smithers Maggie op vanuit zijn helikopter. De speler zelf verdwijnt over een waterval.
DreamlandDe speler overleeft de waterval, maar is nu bewusteloos. Hij/zij belandt daardoor in een droomwereld vol opmerkelijke vijanden zoals wandelende donuts. De eindbaas is een enorme bowlingbal
Channel 6Na weer te zijn bijgekomen ziet de speler Smither's helikopter op het dak van de Channel 6 studio. In deze studio moet de speler wederom de handlangers van Mr. Burns verslaan, en uiteindelijk een vechtsportsensei gekleed als een kabuki acteur.
Springfield Nucleair Power PlantDe speler kan met de helikopter meeliften naar de nucleaire centrale van Springfield. Dit level bevat geen normale vijanden, en bestaat enkel uit een dubbel eindbaasgevecht in het kantoor van Mr. Burns. De eerste eindbaas is Waylon Smithers, die de speler bestookt met bommen. Als hij verslagen is verschijnt Mr. Burns zelf in een robotpak.
Indien de speler ook Mr. Burns heeft verslagen komt Maggie tevoorschijn. Ze legt haar fopspeen in de mond van de bewusteloze Burns terwijl ze de diamant nog in haar eigen mond heeft. Hierna komen de andere Simpsons aanrennen. Op het eind loopt de herenigde familie terug naar Springfield.

## Ontvangst
The Simpsons wordt vaak geprezen voor de mate waarin de animatie gelijk is aan die van de serie. Vanwege het succes van de serie is het spel vandaag de dag nog in veel arcadespeelhallen aan te treffen. Het spel lijkt qua graphics en speelwijze wel wat gedateerd, maar dat is ook deels omdat het al werd ontwikkeld toen de serie nog maar net begon.
Veel fans van de serie ontdekten wel een paar tegenstrijdigheden tussen de animatieserie en het spel. Zo is in een level Sideshow Bob te zien, maar in plaats van dat hij een vijand is, laat hij een ham vallen die de gezondheid van de speler geneest. Ook het feit dat Waylon Smithers een schurk is kwam voor fans vreemd over, daar in de serie meerdere keren werd bevestigd dat Smithers niet kwaadaardig is en enkel met Burns meedoet vanwege zijn loyaliteit aan hem.

## Trivia
- In level 4 (Moe's Tavern) zijn op de achtergrond verschillende arcademachines te zien, waaronder een met het Simpson Arcadespel erop. Verder is er een arcademachine te zien met Aliens, een spel dat een jaar eerder door Konami werd gemaakt.

Homer Simpson · Marge Simpson · Bart Simpson · Lisa Simpson · Maggie Simpson · Abraham Simpson · Patty en Selma Bouvier · Jacqueline Bouvier · Mona Simpson · Santa's Little Helper · Snowball II · Familie Bouvier
Jasper Beardley · Comic Book Guy · Eddie en Lou · Maude Flanders · Ned Flanders · Professor Frink · Barney Gumble · Julius Hibbert · Lionel Hutz · Eerwaarde Lovejoy · Kapitein Horatio McCallister · Hans Moleman · Bleeding Gums Murphy · Apu Nahasapeemapetilon · Mayor Joe Quimby · Dr. Nick Riviera · Agnes Skinner · Cletus Spuckler · Squeaky Voiced Teen · Disco Stu · Moe Szyslak · Kirk Van Houten · Luann Van Houten · Chief Clancy Wiggum
Gary Chalmers · Rod en Todd Flanders · Jimbo Jones · Kearney · Edna Krabappel · Otto Mann · Nelson Muntz · Martin Prince · Seymour Skinner · Milhouse Van Houten · Ralph Wiggum · Groundskeeper Willie · andere studenten
Montgomery Burns · Carl Carlson · Lenny Leonard · Waylon Smithers
Itchy en Scratchy · Kent Brockman · Krusty de Clown · Troy McClure · Rainier Wolfcastle · Radioactive Man
Snake · Kang & Kodos · Sideshow Bob · Fat Tony
Treehouse of Horror
Bart vs. the World · Bart Simpson's Escape from Camp Deadly · The Simpsons Arcadespel · Bart vs. the Space Mutants · Bart's House of Weirdness ·Bart vs. The Juggernauts · Krusty's Fun House · Bartman Meets Radioactive Man · Bart's Nightmare · The Itchy and Scratchy Game · Virtual Bart · Bart and the Beanstalk · Itchy & Scratchy in Miniature Golf Madness · Cartoon Studio · Virtual Springfield · Night of the Living Treehouse of Horror · Bowling · Wrestling · Road Rage · Skateboarding · Hit & Run · The Simpsons Game · The Simpsons: Tapped Out
The Simpsons · The Simpsons Pinball Party
Strips: Simpsons Comics · Bart Simpson serie · Itchy & Scratchy Comics · Bart Simpson's Treehouse of Horror · Futurama/Simpsons Infinitely Secret Crossover Crisis
Tijdschrift: Simpsons Illustrated
Boeken: Bart Simpson's Guide to Life · Family Album · Library of Wisdom · Complete Guides · Planet Simpson · The Simpsons and Philosophy
Actiefiguurtjes: World of Springfield
The Simpsons Movie
Bankgrap ·
Canyonero · 
D'oh! · 
Duff Beer · 
Schoolbordgrap · 